# Antonius Arena
Antonius Arena (* nach 1500 in Solliès-Ville; † 1544 in Saint-Rémy-de-Provence) war ein provenzalischer Autor neulateinischer Sprache.

## Leben
Antoine des Arens wuchs bei Toulon in einer aus Neapel stammenden Juristenfamilie auf. Er studierte Rechtswissenschaft in Avignon.1527–1528 kämpfte er für König Franz I. in Italien und erlebte den Tod des Connétable von Bourbon und den von Odet de Foix. Eine Erzählung dieser Ereignisse, bereichert um eine Abhandlung über den bei den Studenten beliebten Gesellschaftstanz Basse danse, veröffentlichte er 1529 und 1531. Er schrieb diese Texte als erster französischer Autor in Küchenlatein, als sogenannte Makkaronische Dichtung, die von Teofilo Folengo gesellschaftsfähig gemacht worden war. Antonius Arena, wie er sich latinisierend nannte, mischte seine Texte aus Neulatein, Provenzalisch und Französisch zusammen. Angesichts des Erfolges, den er damit hatte, ließ er 1537 eine Fortsetzung folgen, in der die Invasion Kaiser Karls V. in die Provence beschrieben wird. Dieser Text war Franz I. gewidmet und brachte ihm die Charge eines königlichen Richters in Saint-Rémy de Provence ein, wo er 1544 starb.

## Moderne Ausgaben (chronologisch)
- Macaronee provenzali. Hrsg. Fausta Garavini und Lucia Lazzerini. R. Ricciardi, Mailand 1984. (mit italienischer Übersetzung)
- Ad suos compagnones. 1531. Hrsg. Marie-Joëlle Louison-Lassablière. Honoré Champion éditeur, Paris 2012. (zweisprachige Ausgabe)
- Meygra entrepriza. 1537. Hrsg. Marie-Joëlle Louison-Lassablière. Honoré Champion éditeur, Paris 2020. (zweisprachige Ausgabe)